# Vellern
Vellern ist ein Stadtteil von Beckum im Kreis Warendorf. Bis 1969 war Vellern eine eigenständige Gemeinde im damaligen Kreis Beckum.

Die Gemeinde Vellern auf einer Karte aus dem 19. Jahrhundert

## Geografie
Vellern liegt nordöstlich der Beckumer Kernstadt im südöstlichen Münsterland. Die ehemalige Gemeinde Vellern umfasste eine Fläche von 15,68 km². Vellern wird, begonnen in nördlicher Richtung im Uhrzeigersinn, von Ennigerloh, Oelde, der Bauerschaft Keitlinghausen, Sünninghausen, der Bauerschaft Holter, Beckum, Roland und Neubeckum umgeben. Landschaftsräumlich sind der Ort und seine Umgebung mit einer Vielzahl von landwirtschaftlich genutzten Flächen, Wallhecken, kleineren Wäldern und in der Fläche verstreuten, einzelnen Gehöften der Münsterländer Parklandschaft zuzuordnen.

## Geschichte
Vellern war seit 1193 Kirchdorf. Seit dem 19. Jahrhundert bildete Vellern zusammen mit den Bauerschaften Hesseler und Höckelmer eine Gemeinde im Amt Beckum des Kreises Beckum. Durch das Gesetz zur Neugliederung des Landkreises Soest und von Teilen des Landkreises Beckum wurde die Gemeinde Vellern zum 1. Juli 1969 in die Stadt Beckum eingemeindet.

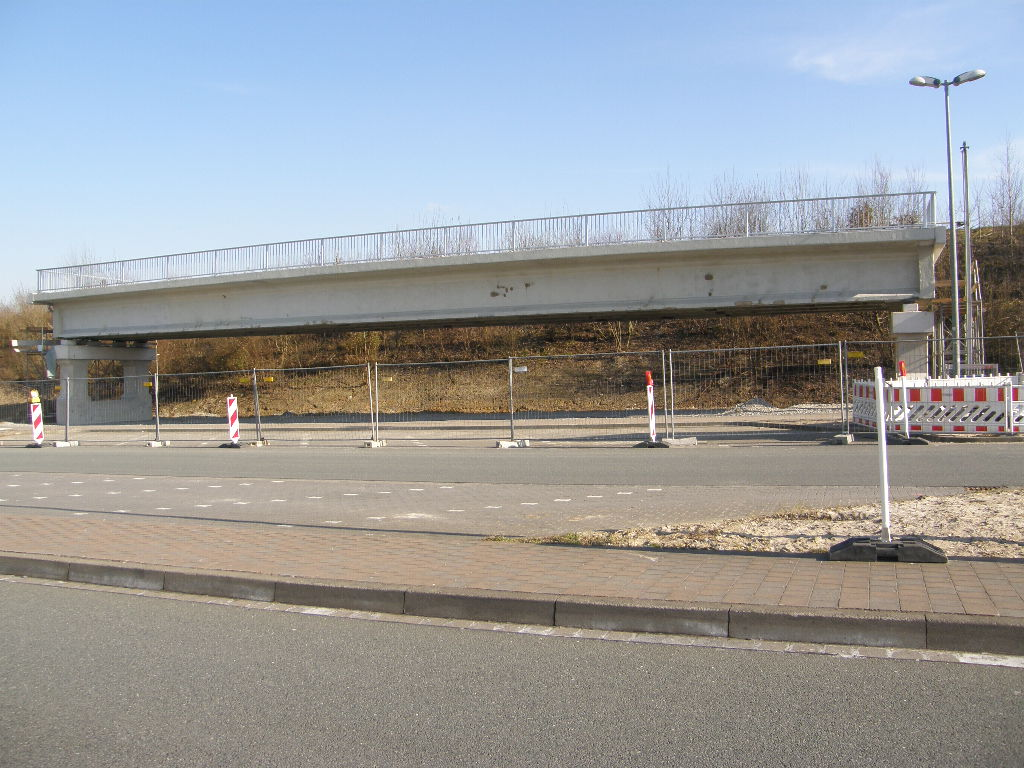
Spannbetonbrücke an der Raststätte Vellern

## Verkehrsbauten
Die Gemarkung Vellern wird von der Bundesautobahn 2 durchquert. Bei deren Bau wurde in den 1930er Jahren in Vellern für die Überführung Weg Hesseler die erste Spannbetonbrücke über eine Autobahn in Deutschland errichtet. Sie wurde 2012 abgebaut und an der Autobahnraststätte Vellern als Denkmal aufgestellt.

## Einwohnerentwicklung
| Jahr | Einwohner |
| ---- | --------- |
| 1832 | 635       |
| 1858 | 708       |
| 1871 | 712       |
| 1885 | 777       |
| 1895 | 811       |
| 1910 | 823       |
| 1925 | 900       |
| 1939 | 877       |
| 1946 | 1309      |
| 1950 | 1285      |
| 1969 | 1178      |
| 2017 | 1200      |

## Persönlichkeiten
- Augustin Wibbelt (1862–1947) war ein deutscher Geistlicher sowie Mundartdichter und kurzzeitig in Vellern tätig.[13]
- Heinrich Gerhard Bücker (1922–2008) war ein deutscher bildender Künstler, der in Vellern geboren wurde, dort viele Jahre lebte und auch sein Atelier hatte.

## Trivia
Vellern wird im volkstümlichen Sprachgebrauch personifizierend gelegentlich als „Beckums schöne Tochter“ bezeichnet.